# Eugeniusz Mayer (major)
Eugeniusz Mayer (ur. 9 stycznia 1898 w Hadyńkowcach, zm. 15 kwietnia 1966 w Szczecinie) – major intendent Wojska Polskiego, działacz niepodległościowy.

## Życiorys
Urodził się we wsi Hadyńkowce, w ówczesnym powiecie husiatyńskim Królestwa Galicji i Lodomerii, w rodzinie Alfreda. 23 sierpnia 1914 wstąpił do Legionów Polskich. Służył w 9. kompanii III baonu 2 pułku piechoty, od 21 lutego 1916 w kolumnie amunicyjnej, a następnie w 1 pułku artylerii. Po bitwie pod Rarańczą (15–16 lutego 1918) został internowany w Huszt.
17 października 1919 jako podoficer gospodarczy byłych Legionów Polskich, pełniący służbę w Intendenturze 3 Dywizji Piechoty Legionów, został mianowany z dniem 1 listopada 1919 podporucznikiem rachunkowym.
12 marca 1921 został zatwierdzony z dniem 1 kwietnia 1920 w stopniu porucznika gospodarczego, w grupie oficerów byłych Legionów Polskich. 1 czerwca tego roku nadal pełnił służbę w Intendenturze 3 Dywizji Piechoty Legionów, a jego oddziałem macierzystym był Wojskowy Okręgowy Zakład Gospodarczy Nr 1 w Warszawie Powązkach. 3 maja 1922 został zweryfikowany w stopniu porucznika ze starszeństwem z 1 czerwca 1919 i 14. lokatą w korpusie oficerów administracji, dział gospodarczy, a jego oddziałem macierzystym był nadal WOZG Nr 1. W 1923 pełnił służbę w Szefostwie Intendentury Dowództwa Okręgu Korpusu Nr III w Grodnie. 31 marca 1924 został mianowany kapitanem ze starszeństwem z 1 lipca 1923 i 63. lokatą w korpusie oficerów administracji, dział gospodarczy. 19 lipca 1924 major Sztabu Generalnego Tadeusz Trapszo sporządził wniosek na odznaczenie Eugeniusza Mayera Orderem Virtuti Militari, który został poparty przez generała dywizji Leona Berbeckiego, byłego dowódcę 3 Dywizji Piechoty Legionów.
W 1928 pełnił służbę w 3 Okręgowym Szefostwie Intendentury, pozostając w kadrze oficerów służby intendentury, w 1931 w Filii Wojskowego Zakładu Zaopatrzenia Intendenckiego w Grodnie, a następnie w Szefostwie Intendentury Okręgu Korpusu Nr III w Grodnie. W grudniu 1932 ogłoszono jego przeniesienie do Składnicy Materiału Intendenckiego w Grodnie na stanowisko zarządcy. Z dniem 15 sierpnia 1933 został przeniesiony do korpusu oficerów intendentów. Na stopień majora został mianowany ze starszeństwem z 19 marca 1937 i 5. lokatą w korpusie oficerów intendentów. Przed wojną oraz w czasie kampanii wrześniowej był zarządcą Składnicy Materiału Intendenckiego Nr 1 w Warszawie. Dostał się do niemieckiej niewoli i przebywał w Oflagu VI E Dorsten.
Zmarł 15 kwietnia 1966. Był żonaty z Anną z Czajkowskich (zm. 1987). Razem z żoną spoczywa na cmentarzu Centralnym w Szczecinie (kwatera 37B, rząd 19, grób 11).

## Ordery i odznaczenia
- Krzyż Niepodległości – 9 listopada 1931 „za pracę w dziele odzyskania niepodległości”[19][20]
- Krzyż Walecznych[21]
- Srebrny Krzyż Zasługi – 17 marca 1930 „za zasługi na polu organizacji i administracji wojska”[22][23]
- Odznaka pamiątkowa internowanych legionistów „Huszt Rarańcza”[1]
- łotewski Medal Pamiątkowy 1918-1928 – 6 sierpnia 1929[24]